# De natura fossilium
De Natura Fossilium — це науковий текст, написаний Георгом Бауером, також відомим як Георгій Агрікола, вперше опублікований у 1546 році. Книга являє собою першу наукову спробу класифікувати мінерали, гірські породи та відкладення після публікації «Природничої історії» Плінія. Цей текст разом з іншими роботами Агріколи, включаючи De Re Metallica, складають найперший комплексний «науковий» підхід до мінералогії, гірничої справи та геології.

## Інтернет-ресурси
- Full text searchable English version and illustrations